# Srđan Šajn
Srđan Šajn (en serbe cyrillique : Срђан Шајн ; né le 28 mars 1963) est un homme politique serbe. Il est président du Parti rom et député à l'Assemblée nationale de la république de Serbie.

## Parcours
Aux élections législatives serbes de 2007, Srđan Šajn est la tête de liste du Parti rom ; il obtient 14 636 voix, soit 0,36 % des suffrages, ce qui lui vaut de devenir député à l'Assemblée nationale de la république de Serbie en tant que représentant d'une minorité nationale. Aux élections législatives de 2008, il est à nouveau tête de liste mais, avec 9 103 voix (0,22 %), il ne parvient pas à conserver son mandat de député.
Aux élections législatives serbes de 2012, il figure en 25e position sur la liste de la coalition Donnons de l'élan à la Serbie, emmenée par Tomislav Nikolić qui était alors président du Parti progressiste serbe (SNS). La coalition recueille 24,04 % des voix et remporte ainsi 73 sièges sur 250 à l'Assemblée nationale, ce qui vaut à Srđan Šajn de redevenir député.
À l'assemblée, il est inscrit au groupe parlementaire du SNS et participe aux travaux de la Commission des droits de l'Homme et des minorités et de l'égalité des sexes et, en tant que membre suppléant, à ceux de la Commission de la diaspora et des Serbes de la région.